# Sporopodium flavescens
Sporopodium flavescens är en lavart som först beskrevs av R. Sant., och fick sitt nu gällande namn av Vezda 1988. Sporopodium flavescens ingår i släktet Sporopodium och familjen Ectolechiaceae.   Inga underarter finns listade i Catalogue of Life.